# Cotycicuiara bahiensis
Cotycicuiara bahiensis är en skalbaggsart som beskrevs av Maria Helena M. Galileo och Martins 2008. Cotycicuiara bahiensis ingår i släktet Cotycicuiara och familjen långhorningar. Inga underarter finns listade i Catalogue of Life.